# Distrito de Gariaband
Gariaband (en Hindi: गरियाबंद जिला) es un distrito de la India en el estado de Chhattisgarh. Su centro administrativo es la ciudad de Gariaband. Fue creado el 13 de enero de 2012 a partir del distrito de Raipur.